# Spinoloricus cinzia
Spinoloricus cinzia は胴甲動物門に属する生物の1種。2010年4月に報告された新種の生物で、正式な命名を経ていない未記載種である。"Spinoloricus Cinzia"（Cが大文字）の名で報告され、記載後の学名は Spinoloricus cinzia になるとみられている。
本種は多細胞生物としては初めて、生活環を通して嫌気的な環境で過ごすことが確認された生物である。Spinoloricus cinzia は他の2種の未記載の胴甲動物とともに、地中海のラタランテ海盆（L'Atalante basin）の嫌気的堆積物中から発見された。